# 済生会長崎病院
社会福祉法人恩賜財団済生会支部済生会長崎病院（しゃかいふくしほうじんおんしざいだんさいせいかいしぶさいせいかいながさきびょういん）は、長崎県長崎市において恩賜財団済生会支部長崎県済生会が開設運営する医療機関（病院）である。

## 沿革
- 1937年（昭和13年）9月10日 - 常磐町に開設。開所式を挙行。
- 1983年（昭和58年）8月23日 - 新地町より片淵1丁目の旧長崎原爆病院跡地に移転。
- 2009年（平成21年）8月1日 - 旧長崎市立片淵中学校跡地（現在地）に新築移転、同時に長崎県済生会病院から現在の名称に変更。
- 2011年（平成23年）8月10日 - 災害拠点病院（地域災害医療センター）の指定を受ける。[1]

## 診療科
- 救急総合診療部
- 内分泌代謝内科
- 呼吸器内科
- 循環器内科
- 消化器内科
- 腎臓内科
- 睡眠医療
- 小児科
- 脳神経外科
- 外科
- 整形外科
- 泌尿器科
- 婦人科
- 放射線科

## 医療機関の指定等
- 保険医療機関
- 救急告示医療機関
- 労災保険指定医療機関
- 指定自立支援医療機関（更生医療）
- 身体障害者福祉法指定医のいる医療機関
- 生活保護法指定医療機関
- 結核指定医療機関
- 原子爆弾被害者医療指定医療機関
- 原子爆弾被爆者一般疾病医療取扱医療機関
- 災害拠点病院
- 臨床研修指定病院
- DPC対象病院
- 無料低額診療事業実施医療機関

## 交通アクセス
- 長崎電気軌道諏訪神社電停下車、徒歩10分。
- 長崎県営バス「上長崎小学校前」または「経済学部前」停留所下車。
- 長崎駅より車で約7分。

## 関連施設
- 特別養護老人ホームなでしこ荘（長崎市西山台2丁目32番47号） - デイサービスセンターを併設。

## 不祥事・医療ミス・医療事故
- 2020年3月19日（発表日） - 2019年8月に女性（80代）にペースメーカーを植え込む手術をした際、体内に止血用のガーゼを置き忘れる医療事故があった。ガーゼは年明けに長崎大学病院で見つかり、取り出した。女性は2月中旬に同病院を退院しており、現在は静養中。病院は事故原因について、目視確認しただけでガーゼを数えておらず、ガーゼの素材もエックス線対応の物ではなかったと説明した[2]。